# Vignoc
Vignoc (en bretó Gwinieg, en gal·ló Veinyoc) és un municipi francès, situat a la regió de Bretanya, al departament d'Ille i Vilaine. L'any 2006 tenia 1.596 habitants.

## Demografia
| 1962                                       | 1968 | 1975 | 1982 | 1990 | 1999  |
| ------------------------------------------ | ---- | ---- | ---- | ---- | ----- |
| 662                                        | 667  | 674  | 773  | 887  | 1.091 |
| Des de 1962: població sense dobles comptes |      |      |      |      |       |

## Administració
| Període   | Identitat        | Partit |
| --------- | ---------------- | ------ |
| 1953-1977 | Albert Barboux   |        |
| 1977-1995 | Roger Chevrel    |        |
| 1995-2008 | Jean Le Gall     | UMP    |
| 2008-     | Philippe Chevrel |        |